# Nebušický hřbitov
Nebušický hřbitov se nachází v Praze 6 v městské části Nebušice v ulici K Cíli v jihozápadním cípu lesa nazývaného Hlásek.

## Historie
Hřbitov byl založen roku 1884 a vysvěcen 25. října 1885. Do roku 1887 byly Nebušice přifařeny ke kostelu svatého Jana v trní na Jenerálce a tam byli pohřbíváni.
Hřbitov se nachází severně od Nebušic v lese v PP Šárka-Lysolaje. K novorománské kapli v jeho severní části vede od hlavního vchodu cesta, před kaplí je krucifix a hrob prvního nebušického faráře P. Sarkandra Josefa Zedníčka. Kaple je opatskou hrobkou a po jejích stranách byl založen řádový hřbitov strahovských řeholníků řádu svatého Norberta.